# 劉揚芬
刘扬芬（1915年—2010年3月19日）是福州花巷堂在1949年后的首位主任牧师，纽约基督闽恩教会的创立者。

## 生平
刘扬芬1915年出生于福州一个基督教家庭，父母是美以美会信徒。 青年时代曾任福建协和大学总务主任及闽清县六都镇的天儒、毓真联合中学（卫理公会的教会中学）担任校长。 解放前获得教会的十字军奖学金留美深造二年，毕业于范德堡大学，主修医院管理专业。1950年，刘扬芬放弃在美国优越的工作与生活条件，携妻女绕道香港回到福州服事教会。1950年至1966年在卫理公会背景的花巷教堂牧养信众。文革期间被指控为美国间谍，因不肯放弃信仰而遭受迫害，膝盖被红卫兵打残， 与家人流放至闽北顺昌山区的劳改农场。 1979年国家重新落实宗教政策后，刘扬芬被平反，继续回到花巷堂担任主任牧师。在之后的几年中，刘扬芬在福州各地区新开放的教堂四处游走宣教。 1985年远走美国，在纽约创立纽约基督闽恩教会，牧养在美的福州移民。 2010年3月19日夜，刘扬芬逝世于纽约。